# Paceville
 (mars 2015).
Si vous disposez d'ouvrages ou d'articles de référence ou si vous connaissez des sites web de qualité traitant du thème abordé ici, merci de compléter l'article en donnant les références utiles à sa vérifiabilité et en les liant à la section « Notes et références ».
 (mars 2015).

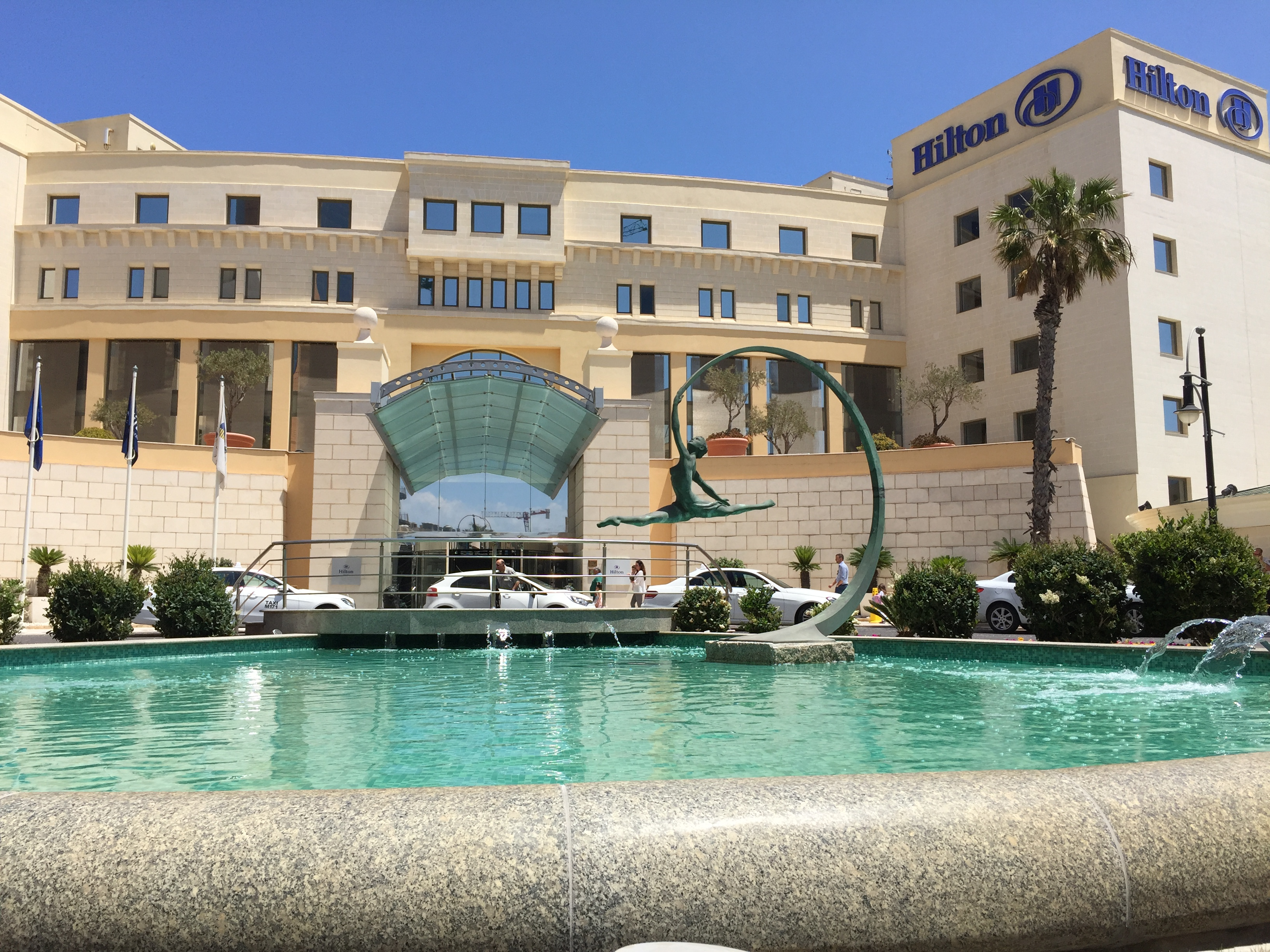
Hôtel Hilton de Paceville

Paceville est le nom donné à un quartier à l'est de San Ġiljan (Malte), situé entre Spinola Bay et St George's Bay. Il abrite un grand nombre de bars, pubs, restaurants, boîtes de nuits et hôtels, et est considéré comme la capitale de la vie nocturne maltaise.

## Histoire

### Origine
Paceville trouve ses origines dans les années 1920 et 1930 lorsqu'un avocat, Dr Giuseppe Pace (1890-1971), construit quelques résidences de bords de mer à San Julian, au lieu-dit de "il-Qaliet", une petite baie située entre la péninsule Dragonara et Portomaso. Quelques-unes de ces résidences sont encore debout à l'heure actuelle, entourées d'hôtels et d'appartements.
Les maisons sont à l'origine occupées par des Britanniques. Entre les deux guerres, les Maltais commencent à les occuper. Une chapelle augustinienne, aujourd'hui connue sous le nom de Millenium Chapel, est également construite à Paceville.

### Développement récent
Après la Seconde guerre mondiale, des fermiers s'installent à Paceville. On y trouve alors peu de restaurants. Les Maltais ont d'ailleurs à cette époque l'habitude de garer leurs voitures dans des champs, là où maintenant s'élèvent des hôtels de luxe.
Dans les années 1960, Paceville commence à se transformer en zone touristique lorsque deux grandes marques d'hôtels, Sheraton et Hilton, construisent deux établissements cinq étoiles dans cette zone. L'hôtel Sheraton ouvre dans la péninsule Dragonara, là où se trouvait à l'origine la résidence d'été du plus riche banquier maltais. Durant la guerre, l'hôtel avait été transformé en un hôpital militaire. Il a depuis été transformé en casino.
À peu près à la même époque, un nombre important de bars et de nightclubs ouvrent pour répondre à la hausse de la demande, due à l'augmentation du nombre important de touristes et de Britanniques vivant à San Julian, San Andrew et Pembroke. Au fil des années, de nombreux nightclubs, hôtels, et bars ouvrent. La plupart des nightclubs se trouvent dans la même rue ; l'entrée y est gratuite pour la majorité d'entre eux, et on peut y accéder à partir de 17 ans.
Aujourd'hui, de nombreux projets immobiliers voient le jour à Paceville. Le quartier est une plaque tournante de l'île et l'on compte de nombreux bureaux, hôtels, boutiques et lieux de divertissement.

### Fête
Paceville est aujourd'hui un quartier festif réputé parmi les touristes et la population locale.
Ce lieu destiné principalement au tourisme est ouvert toute l'année, avec un pic d'intensité à la saison estivale, de mars à novembre.